# Вышнеградский, Александр Иванович
Александр Иванович Вышнеградский (9 ноября 1867, Санкт-Петербург — 9 мая 1925, Париж) — чиновник особых поручений Министерства финансов, банкир, предприниматель, композитор-любитель. Камергер (1905). Действительный статский советник (1915). Бронзовый призёр Олимпийских игр 1912 года в Стокгольме в парусном спорте (класс «10 метров»).

## Биография
Родился в 1867 году в семье учёного-механика, будущего министра финансов Ивана Алексеевича Вышнеградского.
Окончил юридический факультет Санкт-Петербургского университета (1889). В 1897—1905 вице-директор Особенной канцелярии по кредитной части Министерства финансов. В 1906 вышел в отставку.
В 1902—1910 годах — в качестве представителя Министерства финансов член правления Русско-Китайского банка. В 1906—1917 годах — директор-распорядитель и член правления Санкт-Петербургского (Петроградского) международного коммерческого банка, председатель и член правлений ряда крупных металлургических, машиностроительных, военных, нефтяных предприятий.
Владелец яхты «Галлия II» 10-метрового класса, получившей бронзовую медаль в парусной регате на летних Олимпийских играх 1912 года. Действительный член (1890 год) и вице-командор Императорского Речного яхт-клуба (1915 год).
Композитор-любитель, обучался игре на виолончели и композиции. Председатель Петроградского отделения Русского музыкального общества. Автор четырёх симфоний и прочих сочинений для оркестра, симфонической поэмы «Чёрная» (1910).
В 1918 году после освобождения из Петропавловской крепости уехал во Францию, в Париж. Видный деятель в русских финансово-промышленных кругах за границей. Товарищ председателя Комитета представителей русских коммерческих банков в Париже.
Умер в 1925 году, похоронен на кладбище Батиньоль.

## Семья
- Супруга — Софья Ивановна Савич-Вышнеградская (1872—1955), писатель;
- Сыновья — Иван (1893—1979), композитор, и Николай (1898—1927), спортсмен;
- Дочь — Нина (1917—?)[6]